# 新野百合學運
新野百合學運，發生於台灣，從2004年4月2日至5月17日，由一群大學學生所發起的活動，多名學生集結在中正紀念堂靜坐抗議。起因於質疑2004年中華民國總統選舉疑似不公、抗議總統陳水扁當時在319槍擊案並未將真相交代，最後以學生與支持者在5月17日被警察強制驅離為止。

## 事件經過
2004年中華民國總統選舉結果，陳水扁與呂秀蓮搭檔連任成功、連戰與宋楚瑜搭檔競選，以微幅差距落敗，但是選舉期間發生了319槍擊案，使得陳水扁總統勝選的正當性出現質疑聲音。國立台灣大學學生陳政峰、陳信儒於同年4月2日在臺北中正紀念堂前，號召數十個大學生口戴口罩，靜坐在廣場一端，以接力絕食的方式表達他們對當今社會的憤懣。這群學生在抗議現場掛出了“重現野百合”布條，並宣讀了一份聲明，稱：“我們不分藍綠，要求真相，不容政客以詭詐圖謀篡奪權位；我們不分藍綠，反對歧視，不容政客煽動族群仇恨，將臺灣帶往法西斯的血腥絕路；我們不分藍綠，願意燃燒青春，爭取一個符合正義、公正原則的未來；我們要的是一個可以被監督的政府，而不是要人民閉嘴的政府。」

## 訴求
1. 要求扁連宋對過去四年憲政僵局、政治亂象，向人民道歉。
2. 以特別法成立真相調查委員會，調查319槍擊案。
3. 立即通過族群平等法，並設族群平等委員會。
4. 要求陳水扁對破壞行政中立、不當操控媒體、不尊重國會、違背憲政精神公開道歉。
5. 要求陳水扁公開承諾恪遵中華民國憲法，立即組成聯合政府，年底國會改選後，尊重國會多數黨組閣。

## 主要人物
活動創始人為陳政峰（台大），活動發起另有陳信儒（台大）、趙偉傑（台大）、田偉力（逢甲大學）等人。支持者有陳鼓應、郭中一、龐建國、陳文茜、姚江臨、胡鵬飛、連戰、王蘭、張安樂、馬仕龍、何月英、汪能定、黃光國、周錫瑋、蘇盈貴、鄭麗文、吳勇峰等人。

## 爭議
學運期間在BBS網站出現指證，指稱現場部份絕食學生跟連宋競選總部（選舉落敗陣營）有從屬關係；有人目擊陳政峰多次出席國民黨內部活動，並與國民黨主席連戰、國民黨秘書長林豐正曾經合影。另外陳信儒參與親民黨活動的照片也被公佈，參與絕食的台大學生陳信儒是連宋總部文宣部輿情組副召集人、陳政峰曾獲國民黨支持參選台大學生會長落選，雖然他們宣稱訴求不分藍綠，但其實具有泛藍背景。兩位爭議學生後於4月中旬撤離。
由於部份支持者有黑道背景（如張安樂、王蘭）因而引發黑道控制學運的質疑，但參加者一概表示沒這回事。

## 官方反應
當時執政的民進黨政府未曾做出任何正面回應。

## 影響
此次活動期間並未引起社會廣泛關注或響應。但間接導致了類似活動及百萬人民倒扁運動紅衫軍活動的發生。